# Worth-Test

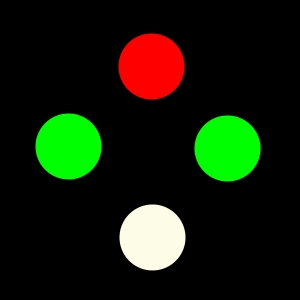
Worth-Test

Der Worth-Test (auch: Vierlichtertest nach Worth) ist ein Untersuchungsverfahren mittleren Dissoziationsgrades, das in der Schielheilkunde (Strabologie) zur qualitativen Prüfung des Simultansehens und der Fusion verwendet wird und somit Aufschluss über latente oder manifeste Schielabweichungen gibt. Es ist geeignet für eine Durchführung in Ferne und Nähe.
Das Verfahren ist benannt nach dem britischen Ophthalmologen Claud Alley Worth (1869–1936), der es 1903 in einer Monografie über das Schielen beschrieb.

## Durchführung
Bei der Untersuchung wird dem Probanden eine Rot-Grün-Brille oder ein einfacher Rot-Grün-Filter vorgehalten, um die Seheindrücke des rechten und linken Auges farblich zu trennen. Er betrachtet dann in einer Entfernung von fünf Metern vier rautenförmig angeordnete Lichter. Das obere Licht ist rot, die beiden mittleren Lichter rechts und links jeweils grün. Das untere Licht ist weiß. Durch die vorgehaltenen Farbfilter ist lediglich das weiße Licht mit beiden Augen sichtbar, je nach Dominanz in einer Mischfarbe oder abwechselnd rot und grün. Das obere rote Licht wird hingegen von dem grünen Farbfilter eliminiert, die beiden grünen Lichter durch den roten Farbfilter.

## Auswertung
Eine Versuchsperson mit normalem Sehvermögen oder harmonisch anomaler Netzhautkorrespondenz wird nun vier Lichter in der oben genannten Anordnung erkennen können. Bei Personen mit labiler Fusion, aber gleichwohl vorhandenem Simultansehen treten Doppelbilder (Diplopie) auf, und sie erkennen fünf Lichter – oben rot, in der Mitte rechts und links grün sowie unten rot neben grün. Sie sind in der horizontalen und/oder vertikalen Ebene mehr oder weniger ausgeprägt gegeneinander verschoben. Ist das Binokularsehen des Probanden soweit gestört, dass kein Simultansehen vorhanden ist und der Seheindruck eines Auges unterdrückt wird, nimmt er lediglich das untere Licht entweder zusammen mit dem oberen roten oder den beiden mittleren grünen rechts und links wahr.